# Thelocactus lausseri
Thelocactus lausseri är en kaktusväxtart som beskrevs av Ríha och Busek. Thelocactus lausseri ingår i släktet Thelocactus och familjen kaktusväxter. Inga underarter finns listade i Catalogue of Life.

## Bildgalleri

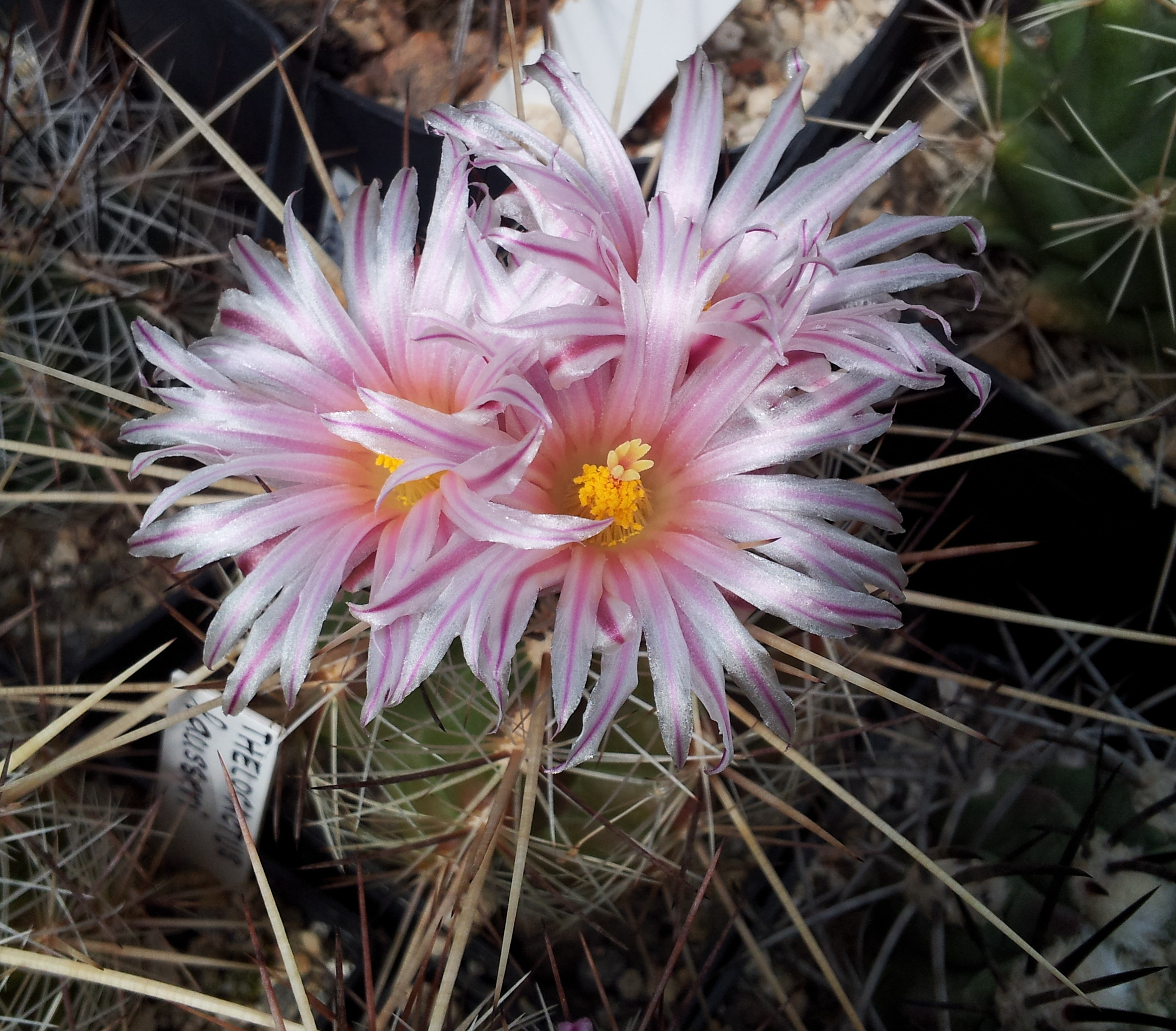